# Меликсетов, Сергей Степанович
Сергей Степанович Меликсетов (1914 — не ранее 1988) — главный инженер и директор института «Донгипрошахт», лауреат Государственной премии СССР 1970 года.
Родился в 1914 году на территории современной ДНР в семье армян — переселенцев из Турции. Член КПСС с 1953 года.
Окончил Грузинский индустриальный институт (1938), после чего находился на инженерной, исследовательской и административной работе.
С 1962 г.- главный инженер, затем директор комбината «Донецишахтострой» («Донгипрошахт», Донецкий государственный институт проектирования организации шахтного строительства).
В 1969 году защитил кандидатскую диссертацию:
- Исследование и совершенствование оснащения вертикальных стволов при строительстве шахт : диссертация … кандидата технических наук в форме научного доклада : 05.00.00. — Москва, 1969. — 26 с. : ил.; 20х15 см.

Лауреат Государственной премии СССР 1970 года (в составе коллектива) — за создание высокопроизводительных средств механизации выемки породы (типа КС), обеспечивших высокие скорости проходки вертикальных стволов шахт горной промышленности.
Сочинения:
- Способы защиты и крепление горных выработок на пластах с дующей почвой / С.С.Меликсетов // Новости техники. – 1940. - № 15.
- Скоростное строительство 37 комсомольских шахт в Донбассе [Текст]. — Москва : Углетехиздат, 1959. — 144 с., 5 л. ил. : ил.; 22 см.
- Новая технология сооружения шахтных стволов [Текст] : Комбинат «Донецкшахтострой» / И. А. Полуэктов, С. С. Меликсетов, А. А. Коломиец и др. — [Москва] : [Недра], [1965]. — 114 с. : ил.; 21 см.
- Определение продолжительности строительства объектов угольной промышленности : Справочник / [С. С. Меликсетов и др.]. — Москва : Недра, 1988. — 317,[1] с. : ил.; 22 см; ISBN 5-247-00287-3
- Выбрoсы пoрoды и газа [текст] / — Москва : Недра, 1967. — 81 с. : ил. — Перед загл. авт.: В. И. Николин, С. С. Меликсетов, И. М. Беркович;
- Узловой метод проектирования, подготовки, организации и управления строительством шахт / С. С. Меликсетов , В. Т. Сапронов , Н. И. Сирота . — М .: ЦНИЭИЎголь , 1979. — 30 с . , включ . обл . , ил .; 20 см .
- Определение продолжительности строительства объектов угольной промышленности : Справочник / [ С. С. Меликсетов и др . ] . — М. : Недра , 1988 . 317 , [ 1 ] с . : ил .; 22 см . ISBN 5-247-00287-3 ( в пер . ), 7000 экз.